# (3842) Harlansmith
(3842) Harlansmith ist ein Asteroid des Hauptgürtels, der am 21. März 1985 von Edward L. G. Bowell am Lowell-Observatorium in Flagstaff (Arizona) entdeckt wurde. Er nähert sich der Marsbahn bis auf zirka 0,459 AE.
Der Asteroid wurde auf Vorschlag von Richard P. Binzel nach dem US-amerikanischen Astronomen Harlan James Smith zu dessen 25-jährigen Jubiläum als Direktor des McDonald-Observatoriums benannt.